# 5e étape du Tour de France 2022
Pour un article plus général, voir Tour de France 2022.
La 5e étape du Tour de France 2022 se déroule le mercredi 6 juillet 2022 entre Lille et Arenberg, sur une distance de 157 kilomètres.

## Parcours
Le Tour de France fait son retour sur les pavés, une première depuis 2018. Au programme, onze secteurs pavés jonchent le parcours, pour un total de 19,4 kilomètres :
- le secteur de Villers-au-Tertre à Fressain, ou secteur Adrien Petit[2] (1 400 m, ★★★),
- le secteur d'Eswars à Paillencourt (1 600 m, ★★),
- le secteur de Wasnes-au-Bac à Marcq-en-Ostrevent (1 400 m, ★★★),
- le secteur d'Emerchicourt à Monchecourt (1 600 m, ★★★),
- le secteur d'Auberchicourt à Emerchicourt (1 300 m, ★★★),
- le secteur d'Abscon, ou secteur Alain Deloeil[3] (1 500 m, ★★),
- le secteur d'Erre à Wandignies (2 800 m, ★★★★),
- le secteur de Warlaing à Brillon (2 400 m, ★★★),
- le secteur de Tilloy-lez-Marchiennes à Sars-et-Rosières (2 400 m, ★★★★),
- le secteur de Bousignies à Millonfosse (1 400 m, ★★★),
- le secteur d'Hasnon à Wallers, aussi appelé Pont Gibus[4] (1 600 m, ★★★).

Au départ de Lille Métropole, les quinze premiers kilomètres se déroulent dans un milieu urbain. Le sprint intermédiaire se situe à Mérignies (km 37,2). Comme en 2010 et en 2014, l'arrivée à Arenberg - Porte du Hainaut prend place dans un territoire mythique, devant le secteur de la trouée d'Arenberg (qui n'est cependant pas emprunté par les coureurs).
La victoire d'étape devrait revenir à un spécialiste des classiques flandriennes.

## Déroulement de la course
Dès le kilomètre zéro, nombreux sont les coureurs intéressés à la formation de l'échappée. Deux trios se forment et se regroupent après vingt kilomètres de course, avec : l'Australien Simon Clarke (Israel-Premier Tech), l'Américain Neilson Powless et son coéquipier danois, le maillot à pois Magnus Cort Nielsen (EF Education-EasyPost), le Français Alexis Gougeard (B&B Hotels-KTM), le Néerlandais Taco van der Hoorn (Intermarché-Wanty-Gobert Matériaux) et le Norvégien Edvald Boasson Hagen (TotalEnergies).
Au sprint intermédiaire de Mérignies (km 37,2), Taco van der Hoorn passe en tête dans l'échappée, avec plus de deux minutes et trente secondes d'avance sur le peloton, dans lequel le Néerlandais Fabio Jakobsen (Quick-Step Alpha Vinyl) devance le maillot jaune et vert belge Wout van Aert (Jumbo-Visma), ce dernier se révèle malchanceux aux abords du premier secteur pavé.

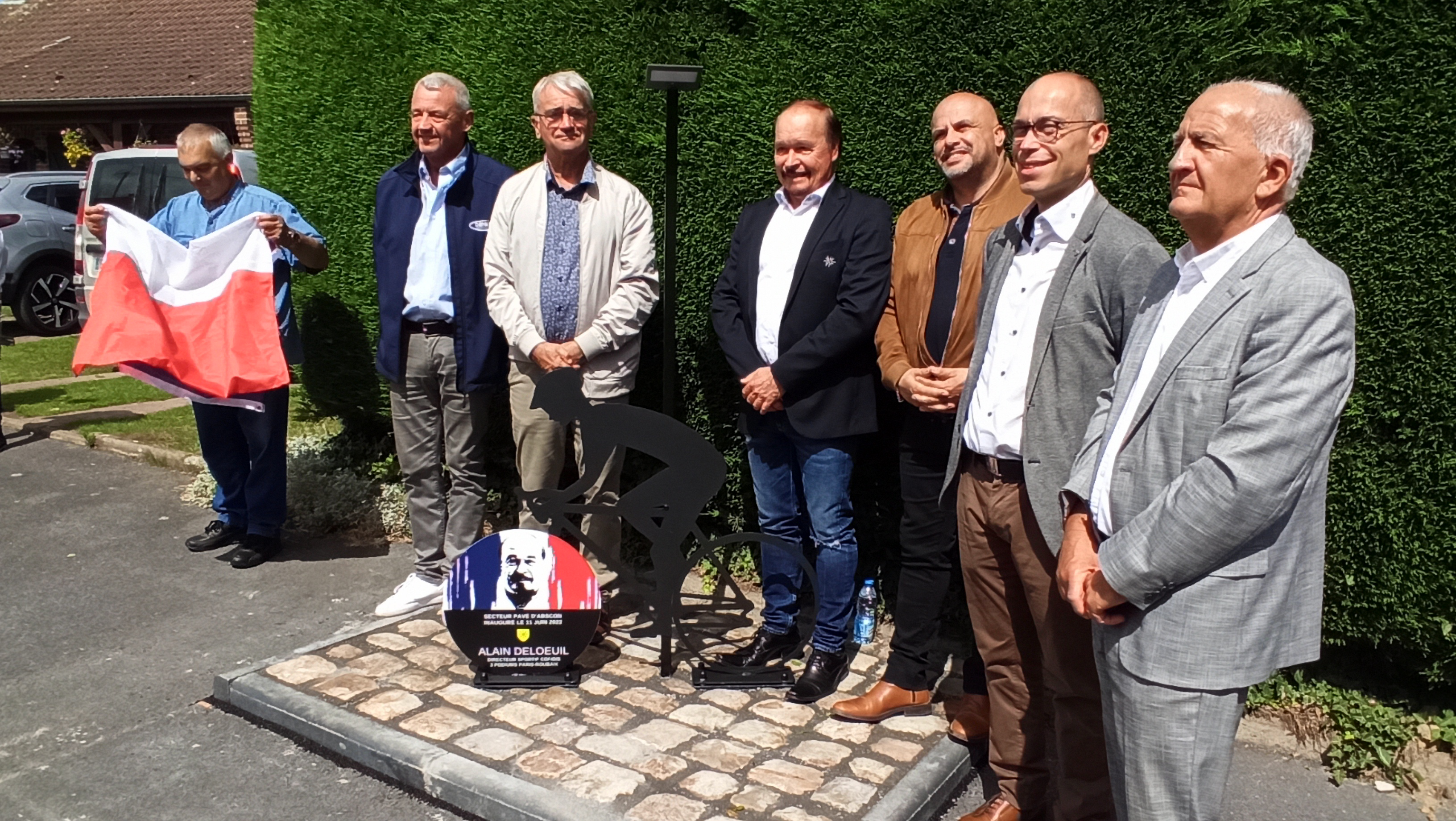
À Abscon, un secteur pavé a été spécialement aménagé en l'honneur d'Alain Deloeuil à l'occasion de cette étape. Photo de l'inauguration le samedi 11 juin 2022.

Dans le peloton, l'équipe Quick-Step Alpha Vinyl prend les commandes du peloton dans le second secteur, qui s'étale de tout son long. Certains favoris ou outsiders à la victoire finale se retrouvent piégés, comme l'Australien Ben O'Connor (AG2R Citroën) et le Français Guillaume Martin (Cofidis). Attendu pour la victoire d'étape, le Néerlandais Mathieu van der Poel (Alpecin-Deceuninck) se retrouve distancé, se retrouvant dans un groupe de retardataires, dans lequel se situe également le Français Thibaut Pinot (Groupama-FDJ). L'équipe de la Jumbo-Visma joue de malchance, se retrouvant avec de nouveaux vélos de remplacement non adaptés à leur morphologie, le Danois Jonas Vingegaard est distancé après crevaison et le Slovène Primož Roglič se retrouve à terre. Ainsi, c'est toute l'équipe Jumbo-Visma qui se retrouve distancée, perdant rapidement une minute de retard sur le premier peloton.
Profitant de la mésaventure de ses plus proches concurrents, le Slovène Tadej Pogačar (UAE Emirates) mène ce qu'il reste du premier peloton, accompagné du Colombien Nairo Quintana (Arkéa-Samsic), du Français David Gaudu (Groupama-FDJ) et du Russe Aleksandr Vlasov (Bora-Hansgrohe).
Dans le secteur de Tilloy-lez-Marchiennes à Sars-et-Rosières (2 400 m, ★★★★), le Belge Jasper Stuyven (Trek-Segafredo) accélère, il est suivi par Tadej Pogačar. Le duo parvient à prendre un avantage de près d'une minute sur le premier peloton. Les équipes INEOS Grenadiers et Jumbo-Visma collaborent, ils parviennent à revenir sur le premier peloton, à huit kilomètres de l'arrivée, à moins de trente secondes du duo Pogačar - Stuyven, dont l'écart avec l'échappée compte une trentaine de secondes.

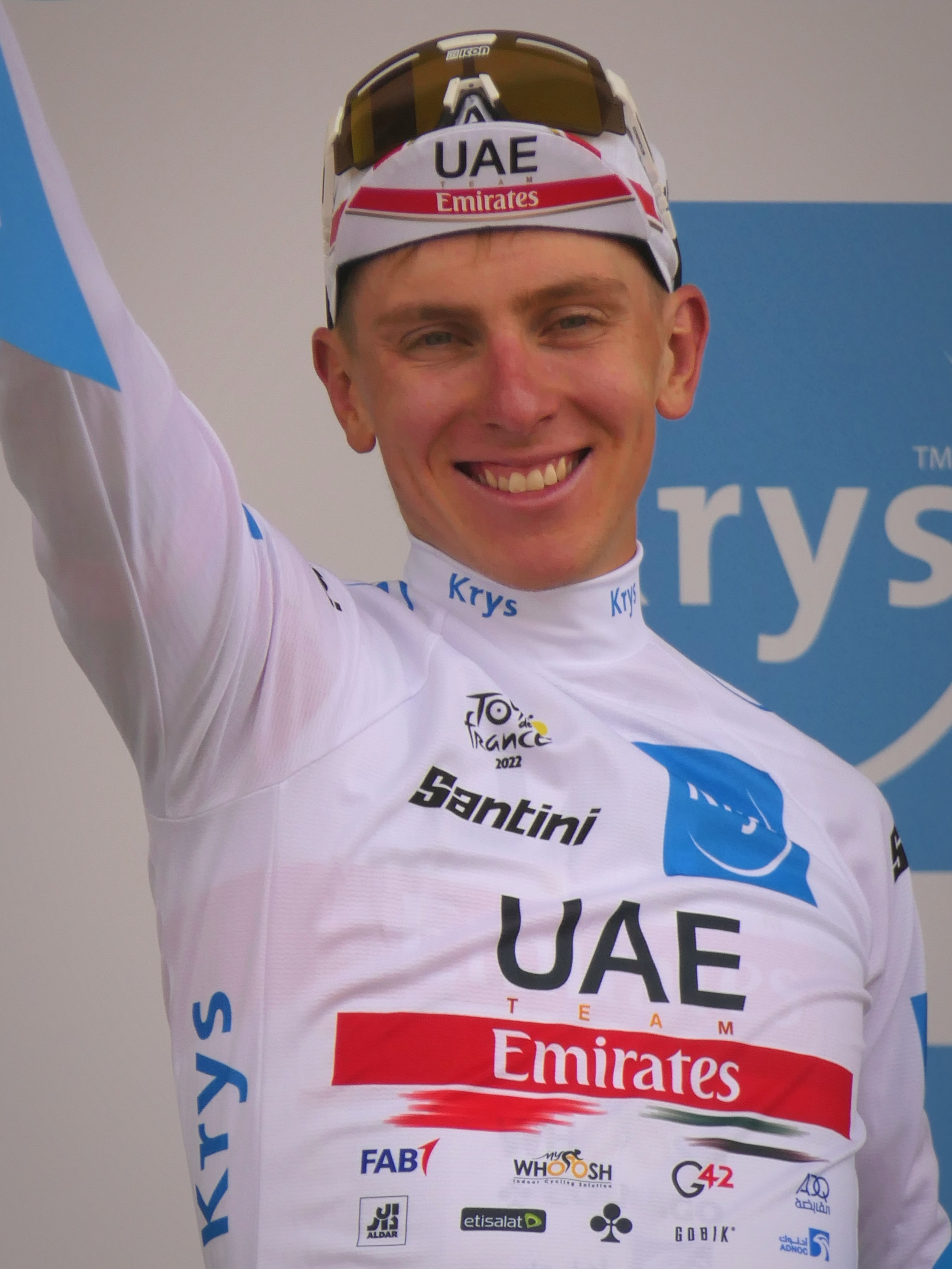
Tadej Pogačar à Arenberg

À l'arrivée, Neilson Powless lance le sprint sous la flamme rouge ; à cinq cents mètres de l'arrivée, Edvald Boasson Hagen mène la course, mais est rapidement devancé par Taco van der Hoorn et Simon Clarke. C'est bien l'Australien qui remporte l'étape à la photo-finish, lui qui n'avait plus d'équipe en début de saison, il s'agit de sa première victoire professionnelle depuis la Drôme Classic 2020 et de la première victoire d'étape de l'histoire de l'équipe sur le Tour de France. Quant aux différents favoris, Tadej Pogačar devance de treize secondes le peloton, composé des plus proches concurrents au classement général, de deux minutes et cinquante-et-une secondes sur le Slovène Primož Roglič (Jumbo-Visma) et de trois minutes et cinquante-neuf secondes sur l'Australien Ben O'Connor (AG2R Citroën), qui perd toute chance de remporter le Tour de France.
Au niveau des différents classements, Wout van Aert conserve les maillots jaune et vert, malgré les nombreux aléas qui ont touché son équipe, qui perd la première place du classement par équipes au profit d'INEOS Grenadiers. Aucune ascension répertoriée n'ayant été programmée, Magnus Cort Nielsen garde son maillot à pois ; il est récompensé par le prix de la combativité. Tadej Pogačar conforte son maillot blanc.

## Résultats

### Classement de l'étape
| Classement de la 5e étape | Classement de la 5e étape | Classement de la 5e étape | Classement de la 5e étape          | Classement de la 5e étape |
|                           | Coureur                   | Pays                      | Équipe                             | Temps                     |
| ------------------------- | ------------------------- | ------------------------- | ---------------------------------- | ------------------------- |
| 1er                       | Simon Clarke              | Australie                 | Israel-Premier Tech                | en 3 h 13 min 35 s        |
| 2e                        | Taco van der Hoorn        | Pays-Bas                  | Intermarché-Wanty-Gobert Matériaux | + 0 s                     |
| 3e                        | Edvald Boasson Hagen      | Norvège                   | TotalEnergies                      | + 2 s                     |
| 4e                        | Neilson Powless           | États-Unis                | EF Education-EasyPost              | + 4 s                     |
| 5e                        | Magnus Cort Nielsen       | Danemark                  | EF Education-EasyPost              | + 30 s                    |
| 6e                        | Jasper Stuyven            | Belgique                  | Trek-Segafredo                     | + 51 s                    |
| 7e                        | Tadej Pogačar             | Slovénie                  | UAE Team Emirates                  | + 51 s                    |
| 8e                        | Jasper Philipsen          | Belgique                  | Alpecin-Deceuninck                 | + 1 min 4 s               |
| 9e                        | Fabio Jakobsen            | Pays-Bas                  | Quick-Step Alpha Vinyl             | + 1 min 4 s               |
| 10e                       | Luca Mozzato              | Italie                    | B&B Hotels-KTM                     | + 1 min 4 s               |
| modifier                  |                           |                           |                                    |                           |

### Bonifications en temps
|   | Coureur              | Pays      | Équipe                             | Secondes |
| - | -------------------- | --------- | ---------------------------------- | -------- |
| 1 | Simon Clarke         | Australie | Israel-Premier Tech                | 10 s     |
| 2 | Taco van der Hoorn   | Pays-Bas  | Intermarché-Wanty-Gobert Matériaux | 6 s      |
| 3 | Edvald Boasson Hagen | Norvège   | TotalEnergies                      | 4 s      |

### Points attribués
| Sprint intermédiaire Mérignies (km 37,2) | Sprint intermédiaire Mérignies (km 37,2) | Sprint intermédiaire Mérignies (km 37,2) | Sprint intermédiaire Mérignies (km 37,2) | Sprint intermédiaire Mérignies (km 37,2) |
| ---------------------------------------- | ---------------------------------------- | ---------------------------------------- | ---------------------------------------- | ---------------------------------------- |
|                                          | Coureur                                  | Pays                                     | Équipe                                   | Point(s)                                 |
| 1er                                      | Taco van der Hoorn                       | Pays-Bas                                 | Intermarché-Wanty-Gobert Matériaux       | 20                                       |
| 2e                                       | Simon Clarke                             | Australie                                | Israel-Premier Tech                      | 17                                       |
| 3e                                       | Edvald Boasson Hagen                     | Norvège                                  | TotalEnergies                            | 15                                       |
| 4e                                       | Alexis Gougeard                          | France                                   | B&B Hotels-KTM                           | 13                                       |
| 5e                                       | Magnus Cort Nielsen                      | Danemark                                 | EF Education-EasyPost                    | 11                                       |
| 6e                                       | Neilson Powless                          | États-Unis                               | EF Education-EasyPost                    | 10                                       |
| 7e                                       | Fabio Jakobsen                           | Pays-Bas                                 | Quick-Step Alpha Vinyl                   | 9                                        |
| 8e                                       | Wout van Aert                            | Belgique                                 | Jumbo-Visma                              | 8                                        |
| 9e                                       | Christophe Laporte                       | France                                   | Jumbo-Visma                              | 7                                        |
| 10e                                      | Peter Sagan                              | Slovaquie                                | TotalEnergies                            | 6                                        |
| 11e                                      | Steven Kruijswijk                        | Pays-Bas                                 | Jumbo-Visma                              | 5                                        |
| 12e                                      | Anthony Turgis                           | France                                   | TotalEnergies                            | 4                                        |
| 13e                                      | Owain Doull                              | Grande-Bretagne                          | EF Education-EasyPost                    | 3                                        |
| 14e                                      | Pierre Latour                            | France                                   | TotalEnergies                            | 2                                        |
| 15e                                      | Guillaume Van Keirsbulck                 | Belgique                                 | Alpecin-Deceuninck                       | 1                                        |
| modifier                                 |                                          |                                          |                                          |                                          |

| Arrivée d'étape Arenberg - Porte du Hainaut (km 153,7) | Arrivée d'étape Arenberg - Porte du Hainaut (km 153,7) | Arrivée d'étape Arenberg - Porte du Hainaut (km 153,7) | Arrivée d'étape Arenberg - Porte du Hainaut (km 153,7) | Arrivée d'étape Arenberg - Porte du Hainaut (km 153,7) |
| ------------------------------------------------------ | ------------------------------------------------------ | ------------------------------------------------------ | ------------------------------------------------------ | ------------------------------------------------------ |
|                                                        | Coureur                                                | Pays                                                   | Équipe                                                 | Point(s)                                               |
| 1er                                                    | Simon Clarke                                           | Australie                                              | Israel-Premier Tech                                    | 50                                                     |
| 2e                                                     | Taco van der Hoorn                                     | Pays-Bas                                               | Intermarché-Wanty-Gobert Matériaux                     | 30                                                     |
| 3e                                                     | Edvald Boasson Hagen                                   | Norvège                                                | TotalEnergies                                          | 20                                                     |
| 4e                                                     | Neilson Powless                                        | États-Unis                                             | EF Education-EasyPost                                  | 18                                                     |
| 5e                                                     | Magnus Cort Nielsen                                    | Danemark                                               | EF Education-EasyPost                                  | 16                                                     |
| 6e                                                     | Jasper Stuyven                                         | Belgique                                               | Trek-Segafredo                                         | 14                                                     |
| 7e                                                     | Tadej Pogačar                                          | Slovénie                                               | UAE Team Emirates                                      | 12                                                     |
| 8e                                                     | Jasper Philipsen                                       | Belgique                                               | Alpecin-Deceuninck                                     | 10                                                     |
| 9e                                                     | Fabio Jakobsen                                         | Pays-Bas                                               | Quick-Step Alpha Vinyl                                 | 8                                                      |
| 10e                                                    | Luca Mozzato                                           | Italie                                                 | B&B Hotels-KTM                                         | 7                                                      |
| 11e                                                    | Alberto Dainese                                        | Italie                                                 | Team DSM                                               | 6                                                      |
| 12e                                                    | Max Walscheid                                          | Allemagne                                              | Cofidis                                                | 5                                                      |
| 13e                                                    | Maximilian Schachmann                                  | Allemagne                                              | Bora-Hansgrohe                                         | 4                                                      |
| 14e                                                    | Nairo Quintana                                         | Colombie                                               | Arkéa-Samsic                                           | 3                                                      |
| 15e                                                    | Patrick Konrad                                         | Autriche                                               | Bora-Hansgrohe                                         | 2                                                      |
| modifier                                               |                                                        |                                                        |                                                        |                                                        |

### Prix de la combativité
- Magnus Cort Nielsen  (EF Education-EasyPost)

## Classements à l'issue de l'étape

### Classement général
| Classement général | Classement général   | Classement général | Classement général     | Classement général  |
|                    | Coureur              | Pays               | Équipe                 | Temps               |
| ------------------ | -------------------- | ------------------ | ---------------------- | ------------------- |
| 1er                | Wout van Aert        | Belgique           | Jumbo-Visma            | en 16 h 17 min 22 s |
| 2e                 | Neilson Powless      | États-Unis         | EF Education-EasyPost  | + 13 s              |
| 3e                 | Edvald Boasson Hagen | Norvège            | TotalEnergies          | + 14 s              |
| 4e                 | Tadej Pogačar        | Slovénie           | UAE Team Emirates      | + 19 s              |
| 5e                 | Yves Lampaert        | Belgique           | Quick-Step Alpha Vinyl | + 25 s              |
| 6e                 | Mads Pedersen        | Danemark           | Trek-Segafredo         | + 36 s              |
| 7e                 | Jonas Vingegaard     | Danemark           | Jumbo-Visma            | + 40 s              |
| 8e                 | Adam Yates           | Grande-Bretagne    | Ineos Grenadiers       | + 48 s              |
| 9e                 | Tom Pidcock          | Grande-Bretagne    | Ineos Grenadiers       | + 49 s              |
| 10e                | Geraint Thomas       | Grande-Bretagne    | Ineos Grenadiers       | + 50 s              |
| modifier           |                      |                    |                        |                     |

| Classement par points | Classement par points | Classement par points | Classement par points              | Classement par points |
| --------------------- | --------------------- | --------------------- | ---------------------------------- | --------------------- |
|                       | Coureur               | Pays                  | Équipe                             | Point(s)              |
| 1er                   | Wout van Aert         | Belgique              | Jumbo-Visma                        | 178 points            |
| 2e                    | Fabio Jakobsen        | Pays-Bas              | Quick-Step Alpha Vinyl             | 126 pts               |
| 3e                    | Magnus Cort Nielsen   | Danemark              | EF Education-EasyPost              | 86 pts                |
| 4e                    | Peter Sagan           | Slovaquie             | TotalEnergies                      | 86 pts                |
| 5e                    | Jasper Philipsen      | Belgique              | Alpecin-Deceuninck                 | 76 pts                |
| 6e                    | Christophe Laporte    | France                | Jumbo-Visma                        | 73 pts                |
| 7e                    | Simon Clarke          | Australie             | Israel-Premier Tech                | 67 pts                |
| 8e                    | Dylan Groenewegen     | Pays-Bas              | Team BikeExchange-Jayco            | 60 pts                |
| 9e                    | Taco van der Hoorn    | Pays-Bas              | Intermarché-Wanty-Gobert Matériaux | 50 pts                |
| 10e                   | Caleb Ewan            | Australie             | Lotto-Soudal                       | 45 pts                |
| modifier              |                       |                       |                                    |                       |

| Classement du meilleur grimpeur | Classement du meilleur grimpeur | Classement du meilleur grimpeur | Classement du meilleur grimpeur | Classement du meilleur grimpeur |
| ------------------------------- | ------------------------------- | ------------------------------- | ------------------------------- | ------------------------------- |
|                                 | Coureur                         | Pays                            | Équipe                          | Point(s)                        |
| 1er                             | Magnus Cort Nielsen             | Danemark                        | EF Education-EasyPost           | 11 points                       |
| 2e                              | Wout van Aert                   | Belgique                        | Jumbo-Visma                     | 1 pt                            |
| modifier                        |                                 |                                 |                                 |                                 |

| Classement général du meilleur jeune | Classement général du meilleur jeune | Classement général du meilleur jeune | Classement général du meilleur jeune | Classement général du meilleur jeune |
|                                      | Coureur                              | Pays                                 | Équipe                               | Temps                                |
| ------------------------------------ | ------------------------------------ | ------------------------------------ | ------------------------------------ | ------------------------------------ |
| 1er                                  | Tadej Pogačar                        | Slovénie                             | UAE Team Emirates                    | en 16 h 17 min 41 s                  |
| 2e                                   | Tom Pidcock                          | Grande-Bretagne                      | Ineos Grenadiers                     | + 30 s                               |
| 3e                                   | Jasper Philipsen                     | Belgique                             | Alpecin-Deceuninck                   | + 1 min 22 s                         |
| 4e                                   | Florian Vermeersch                   | Belgique                             | Lotto-Soudal                         | + 2 min 28 s                         |
| 5e                                   | Luca Mozzato                         | Italie                               | B&B Hotels-KTM                       | + 2 min 40 s                         |
| 6e                                   | Brandon McNulty                      | États-Unis                           | UAE Team Emirates                    | + 2 min 44 s                         |
| 7e                                   | Andreas Leknessund                   | Norvège                              | Team DSM                             | + 3 min 0 s                          |
| 8e                                   | Stefan Bissegger                     | Suisse                               | EF Education-EasyPost                | + 3 min 13 s                         |
| 9e                                   | Mikkel Honoré                        | Danemark                             | Quick-Step Alpha Vinyl               | + 3 min 16 s                         |
| 10e                                  | Matteo Jorgenson                     | États-Unis                           | Movistar                             | + 3 min 28 s                         |
| modifier                             |                                      |                                      |                                      |                                      |

| Classement par équipes | Classement par équipes             | Classement par équipes | Classement par équipes |
|                        | Équipe                             | Pays                   | Temps                  |
| ---------------------- | ---------------------------------- | ---------------------- | ---------------------- |
| 1re                    | Ineos Grenadiers                   | Grande-Bretagne        | en 48 h 54 min 18 s    |
| 2e                     | Jumbo-Visma                        | Pays-Bas               | + 1 s                  |
| 3e                     | Trek-Segafredo                     | États-Unis             | + 3 s                  |
| 4e                     | EF Education-EasyPost              | États-Unis             | + 6 s                  |
| 5e                     | Quick-Step Alpha Vinyl             | Belgique               | + 21 s                 |
| 6e                     | Intermarché-Wanty-Gobert Matériaux | Belgique               | + 23 s                 |
| 7e                     | Bora-Hansgrohe                     | Allemagne              | + 36 s                 |
| 8e                     | Groupama-FDJ                       | France                 | + 1 min 14 s           |
| 9e                     | Team DSM                           | Pays-Bas               | + 1 min 23 s           |
| 10e                    | Arkéa-Samsic                       | France                 | + 1 min 50 s           |
| modifier               |                                    |                        |                        |

## Abandons
Deux coureurs quittent le Tour lors de la 5e étape :
- Jack Haig (Bahrain Victorious) : abandon[6]
- Michael Gogl (Alpecin-Deceuninck) : abandon[7]